# آلما پویستی
آلما پُیستی (فنلاندی: Alma Pöysti؛ زادهٔ ۱۶ مارس ۱۹۸۱) کارگردان و بازیگر فیلم فنلاندی - سوئدی است. او دخترِ اریک پُیستیِ کارگردان و نوهٔ بازیگران فنلاندی لاسسه پُیستی و بیرگیتا اولفسُن است.

## زندگی‌نامه
پُیستی پیش از کار در تئاترِ سوئد و تئاتر ملی فنلاند از سال ۲۰۰۳ تا ۲۰۰۷ در دانشگاهِ هنر هلسینکی تحصیل کرد.
در سال ۲۰۲۰ اعلام شد که او نقشِ تُوه یانسُن را در یک فیلمِ زندگینامه‌ای با نام تُوه بازی خواهد کرد.

## فیلم‌شناسی
- Fling (2004)[۵]
- Where Once We Walked (2011)
- Naked Harbour (2012)
- Animal Day (short) (2012)
- Dagmamman (2013)
- Kristuksen morsian (2014)
- Moomins on the Riviera (Finnish version) (Voice) (2014)
- Luolasto (2014)
- Tsamo (2015)
- Det går att operera (short) (2015)
- Flowers of Evil (2016)
- Liberty (2018)
- Explosionen av en badring (short) (2020)
- Tre berättelser om långtan (2020)
- Comet in Moominland (2020 remaster)
- Tove (2020)[۶]